# Tor Caldara (zona solfatare e fossi)
Tor Caldara (zona solfatare e fossi) este o arie protejată (arie specială de conservare — SAC, sit de importanță comunitară — SCI) din Italia întinsă pe o suprafață de 43 ha, integral pe uscat.

## Localizare
Centrul sitului Tor Caldara (zona solfatare e fossi) este situat la coordonatele 41°29′19″N 12°35′37″E / 41.488611°N 12.593611°E.

## Înființare
Situl Tor Caldara (zona solfatare e fossi) a fost declarat sit de importanță comunitară în iunie 1995 pentru a proteja 8 specii de animale. Situl a fost protejat și ca arie specială de conservare în decembrie 2016.

## Biodiversitate
Situată în ecoregiunea mediteraneană, aria protejată conține 3 habitate naturale: Păduri de Quercus ilex și Quercus rotundifolia, Faleze cu vegetație de Limonium spp. endemic de pe coastele mediteraneene, Vegetație anuală la limita mareei.
La baza desemnării sitului se află mai multe specii protejate:
- păsări (4): muscar-gulerat (Ficedula albicollis), stârc pitic (Ixobrychus minutus), gaia neagră (Milvus migrans), stârc de noapte (Nycticorax nycticorax)
- nevertebrate (1): croitorul mare al stejarului (Cerambyx cerdo)
- reptile (3): șarpele cu patru dungi (Elaphe quatuorlineata), țestoasa de baltă (Emys orbicularis), țestoasă bănățeană (Testudo hermanni)

Pe lângă speciile protejate, pe teritoriul sitului au mai fost identificate 6 specii de plante, 2 specii de amfibieni, 4 specii de mamifere, 5 specii de reptile.